# Proceratophrys vielliardi
Proceratophrys vielliardi é uma espécie de anuro da família Odontophrynidae. Endêmica do Brasil, encontrada inicialmente apenas no Parque Estadual da Serra de Caldas Novas, no  estado de Goiás, teve sua distribuição expandida em 2012 com a descoberta de espécimes no município de Paracatu, em Minas Gerais, e em Brasília, no Distrito Federal.